# قرار العراق
قرار العراق (بالإنجليزية: Iraq Resolution)‏ (رسميًا الإذن باستخدام القوة العسكرية ضد العراق لعام 2002) هو قرار مشترك أصدره كونغرس الولايات المتحدة في أكتوبر 2002 بوصفه القانون العام رقم: 107–243، الذي يجيز العمل العسكري ضد العراق.

## المحتوى
استشهد القرار بعوامل عديدة تبرر استخدام القوة العسكرية ضد العراق:
- عدم امتثال العراق لشروط اتفاق وقف إطلاق النار لعام 1991، بما في ذلك التدخل في مفتشي الأسلحة التابعين للأمم المتحدة.
- إن "استمرار العراق في امتلاك وتطويرة قدرة كبيرة من الأسلحة الكيميائية والبيولوجية" وسعيه "الحثيث للحصول على قدرات من الأسلحة النووية" يشكل تهديدًا للأمن القومي للولايات المتحدة وللسلام والامن الدوليين في منطقة الخليج العربي".
- القمع الوحشي الذي يمارسه العراق لسكانه المدنيين.
- "قدرة العراق واستعداده لاستخدام أسلحه الدمار الشامل ضد الدول الأخرى و‌شعبه".
- عداء العراق تجاه الولايات المتحدة على النحو الذي تجلى في محاولة اغتيال الرئيس السابق جورج بوش الأب لعام 1993 وإطلاق النار على طائرات التحالف التي تنفذ مناطق حظر الطيران في أعقاب حرب الخليج عام 1991.
- من المعروف أن أعضاء القاعدة، وهي منظمة تتحمل المسؤولية عن الهجمات على الولايات المتحدة ومواطنيها ومصالحهم، بما في ذلك الهجمات التي وقعت في 11 سبتمبر 2001، يتواجدون في العراق.
- استمرار العراق في مساعدة وإيواء منظمات إرهابية دولية أخرى،" بما فيها المنظمات الإرهابية المناهضة للولايات المتحدة.
- دفع العراق مكافأة لأسر المفجرين الانتحاريين.
- الجهود التي يبذلها الكونغرس والرئيس لمحاربة الإرهابيين، والذين ساعدوهم أو يأويهم.
- الإذن الذي يمنحه الدستور و‌الكونغرس للرئيس لمحاربة الإرهاب المناهض للولايات المتحدة.
- كانت الحكومات في تركيا و‌الكويت و‌السعودية تخشى صدام وأرادت إزالته من السلطة.
- وأشار القرار، مستشهدًا بقانون تحرير العراق لعام 1998، إلى أنه ينبغي ان تكون سياسة الولايات المتحدة رامية إلى إزلة نظام صدام حسين وتعزيز الإحلال الديمقراطي.

وقد "أيد" "وشجع" القرار الجهود الدبلوماسية التي يبذلها الرئيس جورج بوش "بأن ينفذ بصرامة من خلال مجلس الأمن التابع للأمم المتحدة جميع قرارات مجلس الأمن ذات الصلة بشأن العراق" و"أن يتخذ إجراء عاجلًا وحاسمًا من قبل مجلس الأمن لضمان تخلي العراق عن استراتيجيته المتمثلة في التأخير والتهرب وعدم الامتثال والامتثال الفوري والصارم لجميع قرارات مجلس الأمن ذات الصلة بالعراق.
وقد أذن القرار للرئيس بوش باستخدام القوات المسلحة للولايات المتحدة «لأنه يرى أنه ضروري ومناسب» من أجل «الدفاع عن الأمن القومي للولايات المتحدة ضد التهديد المستمر الذي يشكله العراق؛ وإنفاذ جميع قرارات مجلس الأمن التابع للأمم المتحدة ذات الصلة بالعراق».